# ابوت و کاستلو
ابوت و کاستلو (به انگلیسی: Abbott and Costello) نام زوج کمدین مشهور آمریکایی، بود ابوت و لو کاستلو است که نمایش‌های آنها بر روی صحنه، رادیو، فیلم، سینما و تلویزیون، آنها را به محبوب‌ترین و گرانقیمت‌ترین زوج کمدی دهه‌های چهل و پنجاه آمریکا و جهان تبدیل کرد.

## پیدایش
در سال‌های پایانی دهه ۱۹۳۰ نخستین حضور مهم رادیویی ابوت و کاستلو را یاد کرد. هر ۲ هنرمند با لهجه نیوجرسی صحبت می‌کردند، که باعث می‌شد تشخیص این دو از یکدیگر دشوار شود بعدها با تغییری که کاستلو در لحن خود داد این مشکل برطرف شد. در اوایل دهه ۱۹۴۰ ابوت و کاستلو برای بازی در فیلم، همکاری خود را با کمپانی پارمونت آغاز کردند. حضور آنها در عرصه سینما با استقبال همراه شد و فیلم‌های آنها در صدر فهرست فیلم‌های پرفروش جای گرفت. البته تلویزیون نیز شاهد هنرنمایی این ۲ کمدین بود. یکی دیگر از جنبه‌های به یادماندنی این گروه، جمله معروف «هی ابوت!» بود که لو کاستلو آن را در زمانی‌که کاراکتر او در تنگنا قرار داشت بر زبان می‌آورد. همچنین کاراکتر معروف انیمیشنی توییتی نیز در پویانمایی‌هایی بر اساس نمایش ابوت و کاستلو معرفی شد..

## چالش و جدایی
به دلایل مختلف از جمله ظهور تیم کمدی افسانه‌ای دین مارتین و جری لوییس و روتین شدن نمایش ابوت و کاستلو موفقیت این زوج دونفر با مشکل مواجه شد و از سویی مسائل مرتبط با مالیات موجب شد و از دیگر دلایل جدایی آنها تفاوت در حقوق این دو بود که ۶۰ درصد را آبوت و ۴۰ درصد را کاستلو دریافت می‌کرد، بود. از دیگر دلایل جدایی گروه می‌توان به درخواست کاستلو برای تغییر نام گروه از «ابوت و کاستلو» به «کاستلو و ابوت» اشاره کرد. در نهایت در دهه ۱۹۵۰ میلادی این دو زوج هنر از یکدیگر جدا شدند. ابوت پس از این جدایی گفت: «من هرگز لو را نفهمیدم.» وی چندی بعد سعی کرد با «کندی کاندیدو» یک بازگشت را تجربه کند اما با وجود نقدهای مثبتی که این نمایش به خود می‌دید برخی این نمایش و بازی کاندیدو را تقلیدی از نمایش قدیمی کاستلو می‌دیدند. ابوت پس از مدتی با بیان این جمله که «هرگز هیچ‌کس نمی‌تواند مثل لو باشد» از این کار کناره‌گیری کرد.